# Некарштајнах
Некарштајнах (њем. Neckarsteinach) град је у њемачкој савезној држави Хесен. Једно је од 22 општинска средишта округа Бергштрасе. Према процјени из 2010. у граду је живјело 3.810 становника. Посједује регионалну шифру (AGS) 6431018.

## Географски и демографски подаци
Некарштајнах се налази у савезној држави Хесен у округу Бергштрасе. Град се налази на надморској висини од 120 метара. Површина општине износи 17,2 km². У самом граду је, према процјени из 2010. године, живјело 3.810 становника. Просјечна густина становништва износи 221 становника/km².

## Међународна сарадња
| Мјесто | Држава    | Врста сарадње | Од    |
| ------ | --------- | ------------- | ----- |
|        | Француска | партнерство   | 1967. |
| Грајн  | Аустрија  | партнерство   | 1991. |
| Извор  |           |               |       |